# Epipsilia apennina
Epipsilia apennina là một loài bướm đêm trong họ Noctuidae.